# Giấc mơ

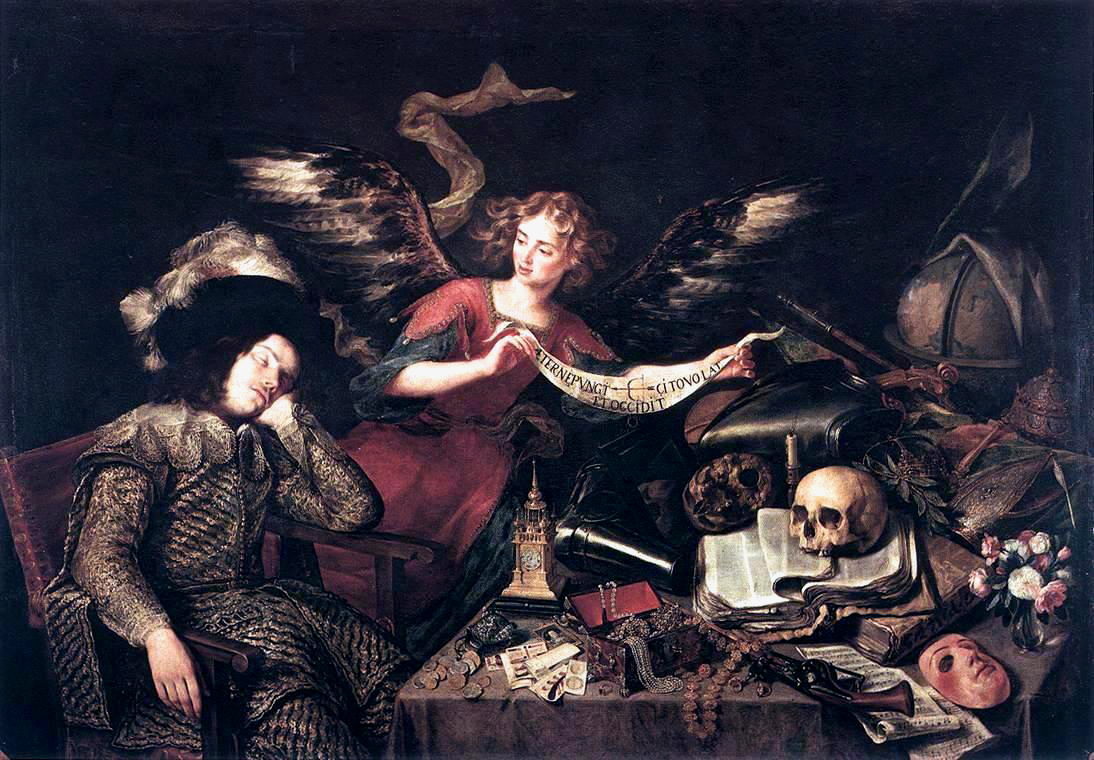
Bức tranh "The Knight's Dream" (Giấc mơ của Hiệp sĩ) của Antonio de Pereda.

Mơ hay giấc mơ là những trải nghiệm, ảo tưởng trong trí óc khi ngủ. Hiện tượng mơ không chỉ xảy ra với con người mà cũng có thể xảy ra ở các động vật có vú và một số loài chim. Tuy nhiên khi nói đến giấc mơ chúng ta thường chỉ đề cập đến hiện tượng này ở con người. Các sự việc trong giấc mơ thường không thể xảy ra được hoặc không giống với thực tế, nằm ngoài sự điều khiển của người mơ. Ngoại trừ trường hợp giấc mơ sáng suốt (giấc mơ tỉnh táo), trong đó người nằm mơ nhận ra rằng họ đang nằm mơ, đôi khi có thể làm thay đổi thực tại giấc mơ của họ. Những người nằm mơ có thể trải qua những cảm xúc mãnh liệt khi đang mơ, và điều này có thể tạo cảm hứng cho âm nhạc.
Con người thường mơ một đến hai giờ và có thể có bốn đến bảy giấc mơ mỗi đêm. Mọi người đều mơ nhưng chỉ một số người nhớ được giấc mơ của họ, ví dụ như Quốc vương Friedrich II Đại Đế nước Phổ (ở thế kỷ 18) có kể lại rõ ràng về các chiêm bao của mình. Giấc mơ của chúng ta thường bao gồm tất cả các tri giác. Chúng ta mơ về các hình ảnh, các âm thanh, các màu sắc, mùi vị, các đồ vật, mọi thứ mà chúng ta có thể cảm nhận. Thỉnh thoảng chúng ta lặp đi lặp lại cùng một giấc mơ. Các giấc mơ này thường khó chịu, đôi khi khủng khiếp. Các giấc mơ khủng khiếp hoặc rất khó chịu thường được đề cập đến như là các ác mộng. Ở thế kỷ 20, nhà tâm thần học người Áo Sigmund Freud có nghiên cứu về các chiêm bao.
Trong lịch sử thế giới cổ đại, chính giấc mơ đã giúp Phật giáo được truyền bá vào Trung Quốc dưới triều Hoàng đế Hán Minh Đế, cũng như Ki-tô giáo được phát triển ở La Mã dưới triều Hoàng đế Constantinus I Đại Đế. Các nghệ sĩ, nhà văn và nhà khoa học đôi khi cũng nói rằng họ nhận được các ý tưởng từ trong giấc mơ. Ví dụ, ca sĩ Paul McCartney của The Beatles nói rằng ông đã tỉnh giấc với nhạc phẩm "Yesterday" trong đầu. Nữ văn sĩ Mary Shelley nói rằng bà đã có một giấc mơ mạnh mẽ, sinh động về một nhà khoa học sử dụng một máy móc để tạo ra một loài sinh vật sống. Khi tỉnh dậy, bà bắt đầu viết cuốn sách của bà về một nhà khoa học tên là Frankenstein đã tạo ra loài quái vật khủng khiếp.
Giấc mơ còn là một đề tài trung tâm trong các tác phẩm văn học, nghệ thuật và điện ảnh.

## Các nghiên cứu về giấc mơ

### Thời cổ đại
Từ hàng nghìn năm trước con người đã cố gắng lý giải về giấc mơ và tìm ra ý nghĩa của giấc mơ. Người Hy Lạp và La Mã cổ đại tin rằng các giấc mơ là các thông điệp từ chư thần. Người Babylon xưa cũng có niềm tin như vậy do đó họ coi các giấc mộng là vô cùng quan trọng đối với tương lai của họ. Theo sách của Daniel, trong năm trị vì thứ hai của Quốc vương Nebuchadnezzar II theo lịch Babylon cổ, ông nằm mộng thấy bốn đế quốc hùng cường liên tiếp thay nhau xưng hùng xưng bá trên thế giới cổ đại bị hủy diệt hoàn toàn và thay thế bằng một Vương quốc của Chúa Trời, thay đổi hệ thống thế giới cổ đại. Nhà vua coi chiêm bao này là hệ trọng và người ta kể rằng ông rất bối rối khi tỉnh giấc, đến mức ông không thể ngủ thêm được.
Bộ sử "Historiai" của nhà sử học Herodotos (người Hy Lạp) cũng kể về những giấc mộng của Hoàng gia các nước Media và Ba Tư thời đó: tỷ như những chiêm bao của Quốc vương Astyages nước Media thấy Công chúa Mandane con gái ông đái ra khắp châu Á, khi nàng sắp kết hôn thì lại mộng thấy một cây leo mọc lên và bao trùm toàn bộ châu Á từ bộ phận sinh dục của nàng. Sau những giấc mộng này nhà vua đều được một tăng lữ giải đáp, rằng đứa cháu ngoại sắp ra đời của ông sẽ soán ngôi. Tuy nhiên, do có lúc thì việc bài trừ hậu họa không khả thi (do thống soái Harpagus không tuân lệnh Quốc vương giết Cyrus mà lại cứu Cyrus rồi giao cho một người chăn cừu nuôi), lúc biết Cyrus còn sống và trừng phạt Harpagus thì Quốc vương lại chủ quan (khi một đám trẻ tôn Cyrus làm thủ lĩnh của chúng nên Astyages nghĩ đó là thông điệp mà chư thần gửi đến cho ông; dù tăng lữ kia vẫn lo lắng) nên rồi quả nhiên Hoàng đế Cyrus Đại Đế - được sự khuyến khích của Harpagus do thống soái còn hận thù Astyages trừng phạt mình - đã thân chinh xuất binh lật đổ Astyages để chinh phục toàn bộ Đế quốc Media xưa và khởi lập Đế quốc Ba Tư hùng mạnh.
Cũng theo Herodotos, khi Hoàng đế Cyrus Đại Đế thân chinh đốc suất binh mã tinh nhuệ phạt người Massagetae bên sông Jarxates, một đêm ông nằm ngủ trên vùng đất của địch thù thì mộng thấy con của thống soái Hystaspes là Darius sẽ lên ngôi Hoàng đế của Đế quốc Ba Tư cường thịnh. Tưởng nhầm là thông điệp của thần linh báo rằng Darius đang soán ngôi ở quê nhà, ông truyền Hystaspes vào gặp và kể lại chiêm bao ấy, với niềm lo lắng đáng kể. Hystaspes phải an ủi ông, và cuối cùng, theo lệnh của Hoàng đế Cyrus Đại Đế, Hystaspes về nước để bảo vệ ngai vàng cho nhà vua. Thế rồi trong một trận đánh kịch liệt, Nữ hoàng Tomyris triệu tập binh tướng hùng hậu Massagetae và thân chinh đánh tan nát đại quân Ba Tư, không những thế bà còn giết chết luôn cả Cyrus Đại Đế. Sau này, Darius I lên ngôi Hoàng đế Ba Tư - đây mới thật sự là điều mà chư thần muốn thông báo cho Cyrus Đại Đế trong giấc chiêm bao kia. Hoặc một ví dụ khác về chiêm bao trong bộ sử "Historiai" là khi Hoàng đế Xerxes I nước Ba Tư từ bỏ kế hoạch đánh Hy Lạp vì vấp phải sự đối kháng quyết liệt của Hoàng thúc Artabanus, nhà vua nằm mộng thấy một hồn ma cao lớn lạ thường hiện ra, khuyên ông hãy điều động binh mã đánh Hy Lạp trở lại. Trong ngày hôm sau, Xerxes I vẫn do dự và thế là ông lại nằm mơ thấy con ma này, nó nói gay gắt hơn và cảnh báo nhà vua sẽ hứng chịu số phận bi thảm nếu không thân chinh đánh Hy Lạp. Hôm sau, Xerxes I đành phải trao Hoàng bào cho Artabanus và lệnh cho ông nằm ngủ ở long sàn. Quả nhiên, đêm hôm đó Artabanus đã gặp con ma ấy, nó bắt ông phải đổi ý và cũng nói cả Hoàng đế Xerxes I sẽ phải thảm khốc nếu không nghe. Thế rồi, trong buổi thiết triều sáng hôm sau, dù vẫn có thái độ phản đối thường thấy nhưng Hoàng thúc Artabanus phải tán thành với Hoàng đế Xerxes I về việc điều động binh mã tinh nhuệ đánh Hy Lạp để rồi cuộc Chiến tranh Hy Lạp-Ba Tư lần thứ hai bùng nổ.
Trong bộ "Tiểu sử sóng đôi", nhà tiểu sử học Plutarchus (người La Mã gốc Hy Lạp) - từng là một thầy tu - cũng đề cập đến nhiều chiêm bao. Tỷ như giấc mộng của Quốc vương Philippos II nước Macedonia khi Hoàng hậu Olympias có mang, trong đó ông đắp lên tử cung của Hoàng hậu một tấm vải có in hình một con sư tử. Theo một tăng lữ có tên tuổi, đây là thông điệp mà thần linh gửi gắm cho nhà vua, rằng Hoàng nam sắp sinh sẽ có tính cách của loài mãnh sư. Quả nhiên, nàng đã hạ sinh Hoàng thái tử Alexandros - tức Quốc vương Alexandros Đại Đế lỗi lạc trong lịch sử thế giới cổ đại. Plutarchus cũng kể về chiêm bao của em họ Alexandros Đại Đế là Quốc vương Pyrros nước Ipiros khi thân chinh xuất binh đánh Quốc vương Demetrios I nước Macedonia (lúc này Quốc vương Alexandros Đại Đế đã mất từ lâu và Đế quốc Macedonia bị phân chia); trong đó Pyrros thấy cố vương Alexandros Đại Đế đang nằm liệt trên giường bệnh gọi ông vào tán thưởng, và hứa sẽ hỗ trợ nhà vua chiến đấu bằng cái tên "Alexandros", rồi đột ngột lên ngựa dẫn đường cho ông. Sau lần đó Pyrros cùng ba quân đại thắng. Hoặc lần khác, khi Quốc vương Pyrros thân chinh đốc suất binh mã phạt nước Sparta, trên giường ngủ ông nằm mộng thấy những tia sấm trút vào kinh thành Sparta. Một tăng lữ là Lysimachos khuyên ông không nên tiếp tục tác chiến vì thông điệp này cho thấy những chỗ sấm trút là thiêng liêng và bất khả xâm phạm. Nhưng do quá hiếu chiến và thiển cận nên nhà vua không nghe nên cuối cùng phải nếm mùi thất bại và lui binh khỏi nước Sparta.
Thời Ai Cập cổ đại những người có thể giải đoán các giấc mơ được tin là có khả năng đặc biệt. Trong Kinh thánh có hơn bảy trăm chú giải và các câu truyện về các giấc mơ. Vào thế kỷ thứ 6 sau Công Nguyên, các câu truyện về sự ra đời của nhà tiên tri Hồi giáo Muhammad gồm các sự kiện quan trọng.
Xưa kia Phật giáo không có ở nước Trung Hoa. Và, việc truyền Phật giáo vào Trung Quốc có được Cao Tăng truyện kể qua câu chuyện "Hán Minh cảm mộng, sơ truyền kỳ đạo". Không những thế, các bộ Quốc sử và lịch sử Phật giáo Trung Hoa cũng đều viết rằng khi Hoàng đế Hán Minh Đế chiêm bao thấy một nhân vật toàn thân bằng vàng ròng, thân hình tỏa sáng rực rỡ và bay khắc Hoàng cung. Sau khi tỉnh giấc, ông cho người đi cầu Pháp và thế là Phật giáo lần đầu tiên trong lịch sử được truyền vào nước Trung Quốc cổ. Có sách kể khác về câu chuyện này, rằng khi tỉnh giấc nhà vua triệu các quan đại thần vào hỏi cho ra lẽ, thì quan Thông nhân là Phó Nghị tấu rằng đó là Đức Phật thần thông quảng đại ở nước Thiên Trúc, nhà vua nghe theo liền sai sứ bộ sang Thiên Trúc để lấy tượng Phật về, mở rộng giai đoạn đầu của Phật giáo ở Trung Hoa. Không những thế người Trung Quốc cũng tin rằng, các giấc mơ là cách thức để đến thăm các thành viên trong gia đình, những người đã chết. Một vài bộ tộc bản địa ở Mỹ và những người México tin rằng giấc mơ là một thế giới khác chúng ta viếng thăm khi ngủ.
Trong đêm trước trận quyết định tại cầu Milvian giữa hai Hoàng đế La Mã là Constantinus I Đại Đế và Maxentius, Constantinus I Đại Đế nằm mộng thấy Chúa Giêsu hiện lên với cây Thánh giá và Chúa khuyên ông nên cho các chiến binh vẽ hình Thánh giá lên khiên của họ. Trên đường hành quân, ông cho vời vài giáo sĩ Kitô giáo ra hỏi và họ lý giải rằng nhà vua đã tận mắt chứng kiến Đức Ki-tô và đó là biểu hiện của sự bất hủ và chiến thắng trước cái chết. Thế rồi, trong trận đánh ở cầu Milvian, Hoàng đế Constantinus I Đại Đế thân chinh kéo binh mã tinh nhuệ xông lên đại phá tan nát quân địch và bản thân Hoàng đế Maxentius bại vong, nhờ đó cuộc nội chiến La Mã kết thúc. Người ta kể rằng nhờ có đại thắng này mà ông ban hành tự do tôn giáo cho Ki-tô giáo ở nước La Mã cổ. Dù có người cho rằng dường như ông đã theo Ki-tô giáo từ trước trận thắng hiển hách này vì nhà vua đã có thể hỏi chuyện với các tăng lữ Ki-tô giáo; nhưng dẫu sao đây nữa thì chiến thắng vẻ vang tại cầu Milvian đã làm cho ông hoàn toàn công nhận Ki-tô giáo được truyền bá trên khắp Đế quốc La Mã.

### Thời kỳ trung đại
Nước Ai Cập trung đại có Sultan Saladin vào năm 1176 đã có những giấc mộng khó chịu đến mức ông phải sớm tỉnh giấc. Và có lần nhà vua khi tỉnh dậy và thấy ở đầu long sàn có những chiếc bánh nóng, rất lạ mà hẳn là chỉ có giáo phái Ḥashāshīn mới dùng, đã thế đống bánh này còn tẩm độc, cùng với một tối hậu thư của người Ḥashāshīn. Ông bèn đáp trả Giáo trưởng người Ḥashāshīn và tiến hành giảng hòa với họ.

### Thời kỳ cận - hiện đại

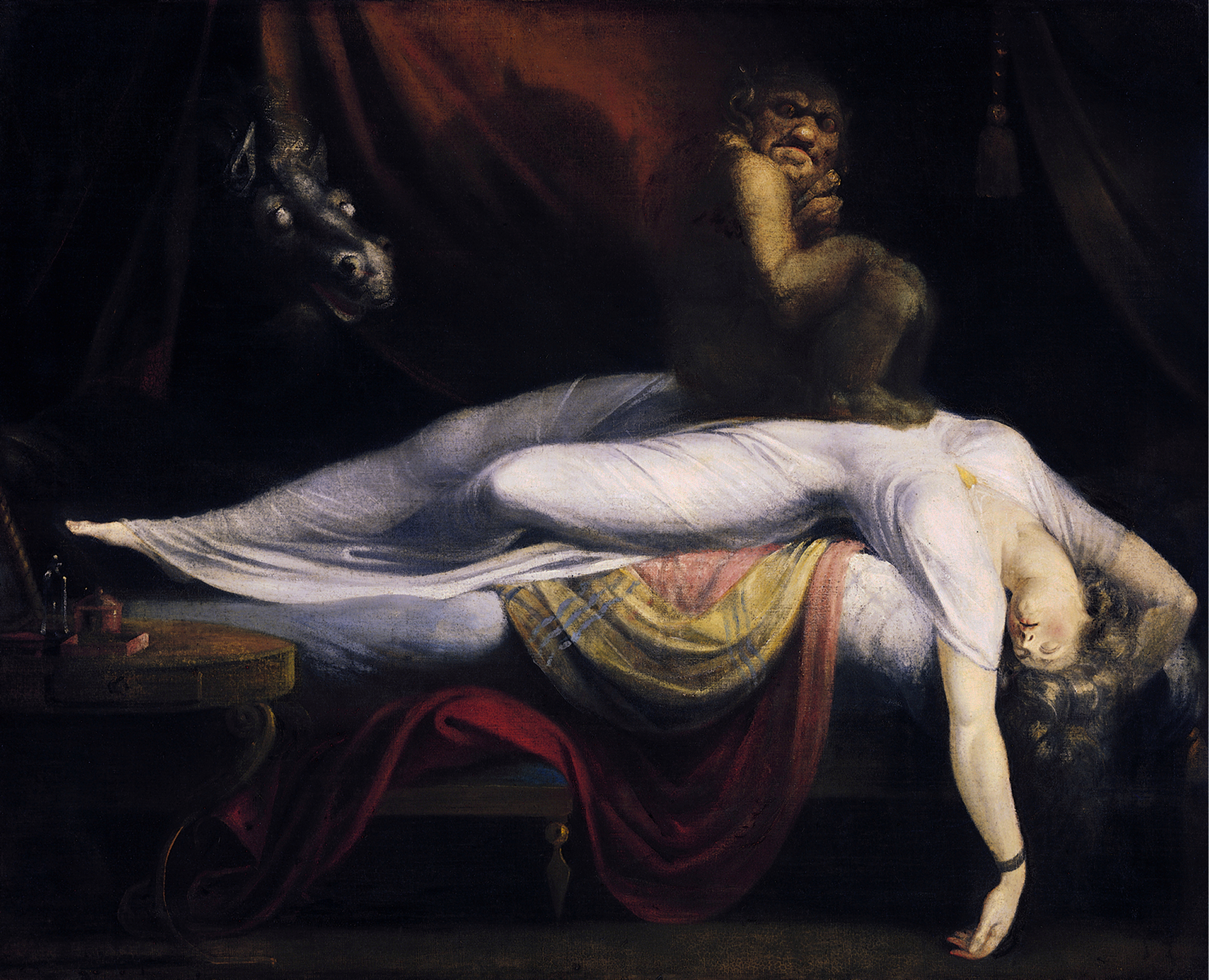
Bức tranh Cơn ác mộng (The Nightmare), họa phẩm của Johann Heinrich Füssli.

Ở Châu Âu, mọi người tin rằng các giấc mơ có hại, có thể dẫn con người đến những điều xấu. Hai trăm năm trước, mọi người tỉnh giấc sau bốn hay năm giờ ngủ để ngẫm nghĩ về các giấc mơ của họ hay nói về chúng cho người khác biết sau đó họ mới trở lại để ngủ tiếp.
Vào thế kỷ 18, Quốc vương nước Phổ là Friedrich Wilhelm I (1688 - 1740) giáo huấn khe khắt con trai trưởng của ông là Hoàng thái tử Friedrich (1712 - 1786). Khi Friedrich Wilhelm I khép Friedrich tội "phản nghịch" vào năm 1730 và toan hành quyết chàng, nhà vua luôn nằm mộng thấy ma, thấy thi thể của các Thái tử Aleksei Petrovich Romanov nước Nga và Don Carlos nước Tây Ban Nha - những hoàng nam bất hạnh bị vua cha sát hại. Điều này khiến cho Quốc vương Friedrich Wilhelm I kinh sợ và giảm tội cho Friedrich, đày chàng ở pháo đài Küstrin. Và khi bị giam cầm tại Küstrin, Friedrich phải chứng kiến cảnh người đao phủ trảm quyết bạn thân nhất của ông, do đó vị Thái tử nước Phổ đã có những ác mộng.
Vào năm 1740, sau khi vua cha qua đời, Thái tử Friedrich lên nối ngôi báu (tức là Quốc vương Friedrich II Đại Đế và liền thân chinh đốc suất binh tướng tinh nhuệ đánh thắng quân Áo như là chẻ tre. Trước khi gầy Khi nước Phổ phải đơn thương độc mã chống nhau với liên minh Áo - Nga - Pháp trong cuộc Chiến tranh Bảy Năm, ban đêm nhà vua thường ngủ cùng với các tướng sĩ trong doanh trại và khi Hoàng tỷ yêu dấu của ông là Công chúa Wilhelmina lâm trọng bệnh, nhà vua thường nằm mộng thấy tình cảnh đáng thương của nàng, làm ông rất đau xót. Ít lâu sau nàng mất nơi đất khách quê người (1758), vị vua lỗi lạc Friedrich II Đại Đế thương tiếc vô vàn. Trước cả khi Hoàng tỷ Wilhelmina từ trần thì Hoàng đệ August Wilhelm đã từ giã cõi đời, và trước khi hay tin dữ này thì nhà vua nằm mộng thấy tiên vương Friedrich Wilhelm I vời hai con là Wilhelmina và August Wilhelm đến, quả nhiên sau ông hay tin Hoàng đệ xấu số mất (1758).
Sau đó cuộc chiến tranh ngày càng khốc liệt (khoảng sau năm 1759), và nhà vua có đến hơn một lần nằm mộng thấy tiên vương Friedrich Wilhelm I hiện về giữa lúc chiến cuộc đầy hiểm họa. Các giấc chiêm bao ấy có những cảnh tượng khác nhau đôi chút, nhưng đại khái là Friedrich Wilhelm I thường đi cùng một đội hình phương trận bao gồm 6 chiến binh tinh nhuệ, và tiên vương lệnh cho các chiến binh bắt trói Friedrich II Đại Đế bằng xích sắt và đưa nhà vua đến pháo đài Magdeburg, rồi vứt ông xuống nước. Ông cũng gặp lại Hoàng tỷ Wilhelmina và Công chúa trách ông không hiếu thảo nên mới ra nông nỗi như vậy, để rồi nhà vua thường tỉnh giấc trong cảnh lạnh buốt. Chứng tỏ vua cha thường phù hộ cho Friedrich II Đại Đế trong những năm tháng gian nan này. Khi nhà vua cận kề ngày khải hoàn, có lần cảnh tượng thay đổi về cuối giấc chiêm bao. Giữa bãi chiến trường hoang vu (có một tên tướng giặc bại trận đang đóng quân tại đó), nhà vua bái kiến tiên vương và lão tướng quá cố Leopold người xứ Anhalt-Dessau, rồi được Friedrich Wilhelm I và Leopold khen thưởng là đã hoàn thành nhiệm vụ, giấc mộng này khuyến khích ông đáng kể, theo lời đa tạ với tâm trọng hài lòng của chính ông trong giấc mộng với tiên vương và vị lão thần quá cố. Thế rồi nhà vua đã chiến thắng được cường địch và chấm dứt cuộc Chiến tranh Bảy Năm tàn khốc. Những chiêm bao như trên có độ tin cậy cao, do chính ông kể lại, và nhà sử học nữ người Anh gốc Đức là Edith Simon có lời bàn rằng chẳng ai mơ được rõ rệt hơn giấc chiêm bao của Friedrich II Đại Đế. Những giấc chiêm bao này thường dễ liên tưởng tới hồi Quốc vương Friedrich II Đại Đế còn làm Thái tử bị vua cha đày ải tại Küstrin (1730), cũng như nỗi đau xót của ông khi Công chúa Wilhelmina qua đời. Trong mối quan hệ đầy sóng gió với vua cha Friedrich Wilhelm I, Friedrich II Đại Đế đã là người chiến thắng vì ông đã lên làm vua và làm được những gì mình muốn.
Cùng thời đại đó, nhà toán học người Pháp Maupertuis - Viện trưởng Viện Hàn lâm Khoa học Phổ của Quốc vương Friedrich II Đại Đế - có nói rằng việc nghiên cứu các giấc mơ giúp chúng ta hiểu được tâm hồn của người đó như thế nào? Nhà đại văn hào nước Pháp là Voltaire khi trở nên gắn bó với người bạn thân yêu của ông là Friedrich II Đại Đế vào khoảng năm 1740, đã nhiều lần nằm mộng thấy vị vua Phổ đến mức nhà vua nước Phổ "ám ảnh" trong các chiêm bao của ông. Và cũng trong thế kỷ 18, nhà đại văn hào Pháp là Denis Diderot cũng có một giấc mộng diệu kỳ như sau: ông thấy mình được đưa đến một tòa nhà đồ sộ treo lơ lửng trên không trung, trong đó có những lão già bệnh tật, yếu ớt. Bỗng dưng một đám trẻ kéo đến, chúng hóa thành người khổng lồ và đạp đổ luôn cái tòa nhà cao chót vót kia. Khi Diderot tỉnh giấc thì ông giải thích rằng tòa nhà lớn là nơi chứa đựng những trắc trở, những lão già kia là những kẻ làm nên các thử thách gian nan, và đám người khổng lồ là trải nghiệm. Đó là triết lý: căn bệnh nào cũng có thể được chữa và mọi bí mật trên toàn cầu đều sẽ được giải đáp một ngày nào đó, miễn là người ta phải có sự kiên trì.
Đầu thế kỷ 20, hai nhà khoa học nổi tiếng đã phát triển các ý tưởng khác nhau về giấc mơ. Nhà tâm thần học người Áo Sigmund Freud đã xuất bản một cuốn sách có tên gọi "Giải thích các giấc mơ". Freud tin rằng con người thường mơ về những thứ mà họ mong muốn nhưng không thể có, đặc biệt có liên quan đến dục vọng và sự ức chế dục vọng.
Với Freud, các giấc mơ chứa các ẩn nghĩa. Ông đã cố gắng hiểu các giấc mơ như là một cách để hiểu về con người và hiểu tại sao họ hành động và suy nghĩ như thế. Freud tin rằng mọi suy nghĩ và hành động của con người bắt nguồn từ sâu trong tâm thức, trí óc của họ. Ông cho rằng các giấc mơ có thể là một con đường quan trọng để hiểu những gì đang xảy ra trong trí óc của họ. Freud nói với mọi người về các ý nghĩa trong giấc mơ của họ như là một cách để giúp họ giải quyết các vấn đề hoặc để hiểu về các mối lo lắng của họ. Ví dụ, Freud nói rằng khi con người mơ đang bay hay đang bơi thì có nghĩa họ muốn được tự do như thời thơ ấu của họ. Khi một người mơ anh, chị, em hay cha mẹ của mình chết thì có nghĩa người mơ thực sự đang giấu cảm xúc ghét người đó hoặc là sự mong muốn những gì người khác có.
Chuyên gia tâm thần học người Thụy Sĩ Carl Jung đã làm việc với Freud vài năm nhưng ông đã phát triển các ý tưởng hoàn toàn khác về các giấc mơ. Theo Jung, các giấc mơ có thể giúp con người trưởng thành và hiểu được chính họ. Ông tin rằng các giấc mơ cung cấp các giải pháp cho các vấn đề mà chúng ta phải đối mặt khi chúng ta tỉnh giấc. Ông cũng tin rằng các giấc mơ nói cho chúng ta biết những điều về bản thân và các mối quan hệ với những người khác. Ông không tin là giấc mơ ẩn chứa các ý nghĩ hay các cảm giác về dục vọng hoặc sự ức chế dục vọng.

### Hiện nay
Ngày nay, các nhà nghiên cứu có thể chụp được bộ não người khi họ đang ngủ, do đó chúng ta biết nhiều hơn về khoa học của các giấc mơ.
Trong thập niên 1950, các nhà khoa học đã khám phá ra một loại đặc biệt của giấc ngủ, được gọi là REM hay sự di chuyển nhanh của mắt. Hiện nay giấc mơ về tương lai xuất hiện ngày càng nhiều. Xảy ra thường xuyên ở các bạn trẻ tầm 14-20 tuổi. Họ mơ thấy tương lai của mình, hay quá khứ trước đây mà họ đã quên. Để giải thích cho trường hợp trên đã có khá nhiều giả thuyết tuy nhiên chưa có giả thuyết nào thuyết phục.

## Những giấc mơ kỳ lạ

### Nói mớ
Ngủ mớ, nói mớ hay nói mơ khi ngủ được xem là một rối loạn xảy ra trong giấc ngủ. Những rối loạn thường xảy ra ở thời điểm chuyển giao giữa các giai đoạn giấc ngủ từ trạng thái đang thức chuyển sang đi ngủ hay từ trạng thái ngủ chập chờn chuyển sang trạng thái giấc ngủ mắt chuyển động nhanh (REM).
Người ngủ mớ có thể nói ra hẳn một câu chuyện dài với ai đó. Trong nhiều trường hợp có thể nói tục, nói một vài cụm từ nào đó hoặc những từ rời rạc hoàn toàn vô nghĩa. Nếu nói mớ trong giai đoạn ngủ chập chờn thì câu chuyện thường “dễ hiểu” hơn. Trong khi đó, nếu nói mớ ở vào giai đoạn giấc ngủ sâu hoặc giai đoạn REM thì mọi người xung quanh sẽ nghe thấy nhiều tiếng rên la từ người ngủ mớ.

### Mộng du

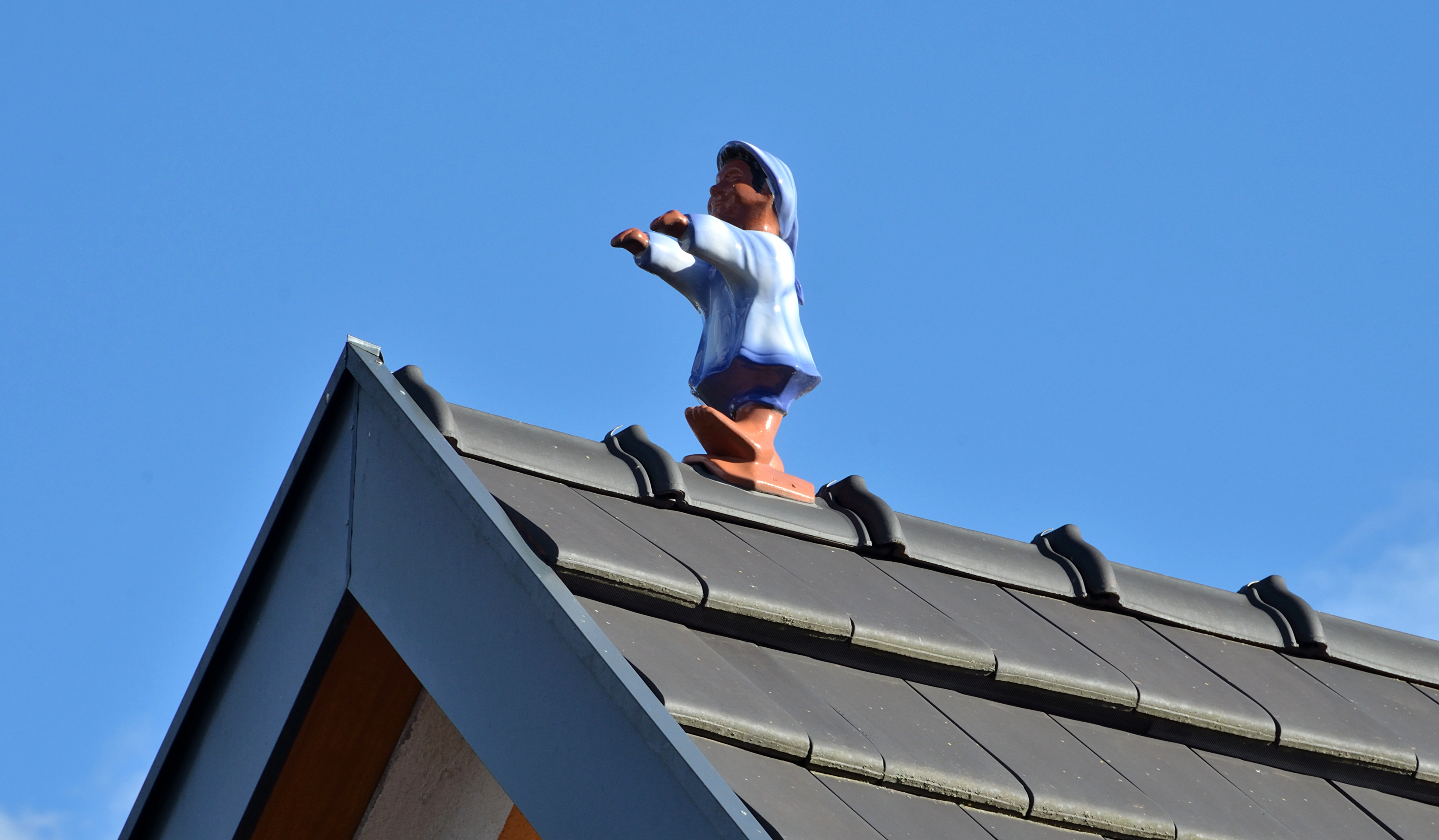
Tượng người bị mộng du trên mái nhà.

Mộng du là tình trạng rối loạn làm người đứng dậy và đi lại khi họ vẫn đang ngủ. Mộng du thường xảy ra khi một người ở giữa giai đoạn ngủ say và giai đoạn chuẩn bị thức giấc. Người bị mộng du không thể phản ứng lại các sự kiện và không thể nhớ được chúng. Trong một số trường hợp, người mộng du thường nói những điều vô nghĩa.
Mộng du phát sinh từ các sóng chậm giai đoạn giấc ngủ trong một trạng thái của ý thức thấp và thực hiện các hoạt động thường được thực hiện trong một trạng thái của ý thức đầy đủ. Những hoạt động này có thể là lành tính như ngồi trên giường, đi bộ vào phòng tắm và làm sạch, hoặc nguy hiểm như nấu ăn, lái xe, quan hệ tình dục, bạo lực cử chỉ, thậm chí là giết người.

### Âm thanh trong giấc mơ
Các âm thanh trong giấc mơ thực chất chỉ là một phần những thứ mà chúng ta đã nghe được trong một khoảng thời gian nào đó trong quá khứ. Chúng tồn tại trong tiềm thức của chúng ta, hòa vào trong những giấc mơ. Chúng có thể là những tiếng gọi nhau trong những cuộc giao tiếp giữa bạn và người thân, bạn bè, đồng nghiệp,... hay những bản nhạc nhưng được thay đổi về mặt giai điệu trong giấc mơ.

### Déjà Vu
Déjà Vu (hay phổ biến hơn là Deja Vu) bắt nguồn từ tiếng Pháp có nghĩa “đã từng xảy ra”. Đây là cảm giác xuất hiện khi một sự kiện nào đó diễn ra và bạn cho rằng nó đã xảy ra rồi trong quá khứ. Có rất nhiều giả thuyết được đặt ra cho nguyên nhân gây ra hiện tượng Déjà Vu nhưng các nhà khoa học đa phần đều tập trung về hướng phân tích quá trình ghi nhớ của não bộ.
Vấn đề có thể xảy ra ở vùng não lưu trữ trí nhớ ngắn hạn và dài hạn. Một số nghiên cứu đưa ra giả thuyết là thông tin mà bạn thu thập từ thế giới xung quanh có thể “rò rỉ” từ vùng trí nhớ ngắn hạn sang vùng trí nhớ dài hạn mà bỏ qua cơ chế chuyển giao thông tin điển hình.
Ngoài ra, khi một khoảnh khắc mới xuất hiện, sự trì hoãn trong quá trình xử lý thông tin có thể khiến não bộ phân loại những dữ kiện mới lại thành ký ức. Điều này nghĩa là bạn sẽ có cảm giác như não mình đang “vẽ lại” điều gì đó trong quá khứ. Tuy nhiên, đây chỉ là cảm giác “bị đánh lừa” nên bạn sẽ không thể nào nhớ lại thời điểm sự kiện đã xảy ra.

## Trong văn hóa đại chúng
Những câu chuyện trong giấc mơ được khai thác rất nhiều trong các tác phẩm nghệ thuật. Nhiều phim, kịch, tiểu thuyết, bài hát mô tả câu chuyện của nhân vật trong giấc mơ và nhân vật đó tỉnh giấc với những cảm xúc khác nhau sau đó, có thể là vui sướng, hoặc lo lắng, sợ hãi. Một số phim ảnh của Hollywood đã lấy giấc mơ làm đề tài trung tâm để xây dựng câu chuyện:
- Loạt phim Matrix (1999-2003): Thomas Anderson là một lập trình viên và cũng là một hacker. Một ngày kia, anh gặp Morpheus. Morpheus sau đó tiết lộ sự thật về thế giới anh đang sống thực chất chỉ là giấc mơ của chính anh, thế giới mà Thomas đang sống chỉ là một "thực tế mô phỏng". Phim Matrix (1999) lọt vào top 250 phim hay nhất mọi thời đại và giành được 4 giải Oscar.[36]
- Loạt phim A Nightmare on Elm Street (1984-2010): Freddy Krueger là một kẻ sát nhân ác độc, có khả năng xâm nhập vào giấc mơ của một người và giết chết họ trong mơ[37]. Tính đến năm 2010, loạt phim có tổng cộng 9 phần với 7 phần chính thức theo cốt truyện của loạt phim, một phần cross-over Freddy vs. Jason (2003) có sự xuất hiện của Jason Voorhees (kẻ sát nhân trong loạt phim Friday the 13th) và một phần reboot A Nightmare on Elm Street (2010). Phim được đánh giá là một trong những phim kinh dị tiêu biểu của những năm 80, dù chỉ có phần đầu của phim nhận được sự phê bình tích cực của khán giả. Nhân vật Freddy Krueger do diễn viên Robert Englund đóng trong phần đầu của loạt phim đã được bình chọn là một trong 50 vai phản diện tiêu biểu trong danh sách "AFI's 100 Years...100 Heroes & Villains" vào năm 2003.[38]
- Inception (2010): Dom Cobb là một kẻ trộm đặc biệt có biệt tài là xâm nhập vào giấc mơ của người khác để đánh cắp thông tin. Cobb được giao nhiệm vụ phải xâm nhập vào giấc mơ của một CEO và cài vào tiềm thức anh ta một ý tưởng để làm phá sản công ty đó[39]. Trong phim có rất nhiều kiến thức được trình bày về giấc mơ của con người như thời gian trong giấc mơ dài hơn thực tế, việc con người khống chế các định luật tự nhiên trong mơ, những gì tái hiện lại trong mơ, hiện tượng mơ trong mơ, chuỗi tiềm thức vô định,... Phim đoạt 4 giải Oscar với 204 đề cử và đoạt 152 giải thưởng ở các Liên hoan phim khác[39], phim cũng lọt vào top 250 phim hay nhất mọi thời đại.[36]
- Playest (tập 2 trong mùa 3 của series phim truyền hình Black Mirror năm 2016): Cooper Redfield, một du khách người Mỹ làm tình nguyện viên để chơi thử một trò chơi thực tế ảo, nhưng sớm nhận ra rằng mình không thể phân biệt được giữa thực và ảo. Tập phim không có đề cập cụ thể về giấc mơ nhưng cốt truyện có yếu tố "thực tế ảo" giống như một giấc mơ cùng với chi tiết về thời gian trong "thực tế ảo" kéo dài hơn thực tế rất nhiều (giống như phim Inception đã trình bày). Thời gian nhân vật Cooper Redfield thực sự chơi trò chơi chỉ kéo dài 0.4 giây, những biến cố xảy ra với Redfield trong suốt thời gian chơi trò chơi đều diễn ra trong 0.4 giây đó với hai lần "thực tế ảo" lồng vào nhau.[40]